# リル・ジョーダン・ハンフリー
リル・ジョーダン・ハンフリー（Lil'Jordan Humphrey、1998年4月19日 - ）はアメリカ合衆国テキサス州サウスレイク出身のアメリカンフットボール選手。ポジションはワイドレシーバー。NFLのデンバー・ブロンコスに所属している。
カレッジフットボールではテキサス大学でプレーし、2019年にドラフト外フリーエージェントとしてセインツに入団した。

## 高校以前の経歴
ハンフリーは、テキサス州サウスレイクにあるキャロル高校に通っていた。彼は高校のフットボールチームでランニングバックとワイドレシーバーをプレーしていた。彼は、テキサス大学、ウィスコンシン大学マディソン校、カリフォルニア大学、アイオワ大学、ミシシッピ大学、オレゴン州立大学、テキサス工科大学、セントラルフロリダ大学、ワシントン大学などから多数のオファーを受けた。 彼は最終的に、テキサス大学でカレッジフットボールをプレーすることを決めた。  

## 大学時代
ハンフリーは、2016年にテキサス大学でフレッシュマンとして10試合に出場し、2回のキャッチで15ヤードを記録した。  2017年の 2年目シーズンには、彼は12試合に出場（6試合先発出場）し、37回のキャッチで431ヤードと1タッチダウンを記録した。 ジュニアイヤーに、ハンフリーは86回のキャッチで1,176ヤードと9タッチダウンを記録した。 シーズン終了後、ハンフリーは、2019年のNFLドラフトにエントリーすることを発表した。 

### 大学時代の成績
| リル・ジョーダン・ハンフリー | リル・ジョーダン・ハンフリー | リル・ジョーダン・ハンフリー | リル・ジョーダン・ハンフリー | リル・ジョーダン・ハンフリー | リル・ジョーダン・ハンフリー | 受信 | 受信       | 受信           | 受信 |
| ---------------------------- | ---------------------------- | ---------------------------- | ---------------------------- | ---------------------------- | ---------------------------- | ---- | ---------- | -------------- | ---- |
| 年                           | 学校                         | カンファレンス               | 学年                         | ポジション                   | G                            | 回数 | 獲得ヤード | 平均獲得ヤード | TD   |
| 2016                         | テキサス大                   | ビッグ12                     | 1年                          | ワイドレシーバー             | 3                            | 2    | 15         | 7.5            | 0    |
| 2017                         | テキサス大                   | ビッグ12                     | 2年                          | ワイドレシーバー             | 11                           | 37   | 431        | 11.6           | 1    |
| 2018                         | テキサス大                   | ビッグ12                     | 3年                          | ワイドレシーバー             | 14                           | 86   | 1,176      | 13.7           | 9    |
| キャリア                     | テキサス大                   |                              |                              |                              | 28                           | 125  | 1,622      | 13.0           | 10   |

## プロキャリア
| 身長                        | 体重           | 腕 の 長 さ       | 手 の 大 き さ   | 40Yrd ダ ッ シ ュ | 10Yrd ス プ リ ッ ト | 20Yrd ス プ リ ッ ト | 20Yrd シ ャ ト ル | 3 コ 丨 ン ド リ ル | 垂 直 跳 び     | 立 ち 幅 跳 び      | ベ ン チ プ レ ス |
| --------------------------- | -------------- | ----------------- | ---------------- | ----------------- | -------------------- | -------------------- | ----------------- | ------------------- | --------------- | ------------------- | ----------------- |
| 6 ft 3+5⁄8 in (192 cm)      | 210 lb (95 kg) | 32+3⁄4 in (83 cm) | 9+1⁄2 in (24 cm) | 4.75 s            | 1.65 s               | 2.77 s               | 4.29 s            | 7.09 s              | 33.5 in (85 cm) | 9 ft 11 in (3.02 m) | 13 回             |
| All values from NFL Combine |                |                   |                  |                   |                      |                      |                   |                     |                 |                     |                   |

ハンフリーは、 2019年のNFLドラフトではどのチームにも指名されず、ドラフト外フリーエージェントとしてニューオーリンズ・セインツと契約した。 彼は2019年8月31日にプラクティス・スクワッドに入れられ、2019年9月18日にアクティブ登録となった。 
彼は、第15週のチーフス戦、翌週のバイキングス戦、第17週のパンサーズ戦でアクティブ登録となった後、プラクティス・スクワッドに戻った。  チーフス戦では、彼は2回のキャッチで29ヤードを記録し、キャリア初となるタッチダウンレセプションを記録した。 ハンフリーは、1月9日のシカゴベアーズとのワイルドカードゲームで再びアクティブとなった。  2021年1月18日、ハンフリーはセインツとリザーブ/フューチャー契約を結んだ。 
2022年3月16日、ハンフリーは制限付きフリーエージェントとしてセインツに復帰することが報じられた。 しかし、フィジカルテストに不合格となり、セインツの申し出は無効となった。

### ニューイングランド・ペイトリオッツ時代
2022年6月16日、ハンフリーはニューイングランド・ペイトリオッツと1年契約を結んだ。 